# 政治化妝師
司编（Spin doctor）是指政治公關顧問，透過一系列公關手段，影響傳媒的報道，從而改變輿論。1984年10月21日《紐約時報》在社論中指列根助選團的政治顧問在記者身旁團團結，企圖影響傳媒，首次採用Spin Doctor，意專專門透過分析及編造新聞，以圖操控新聞。Spin Doctor並無一致的中譯，新译名包括但不限于“司编家”和“扭控家”。

## 概要
政治化妝師通常是由付費媒體顧問和媒體顧問提供的服務。最大和最強大的公司可能擁有內部員工和在紡紗問題方面具有專業知識的複雜部門。雖然自旋通常被認為是私營部門的策略，但在 1990 年代和 2000 年代，一些政治家和政治工作人員被指控使用欺騙性的“自旋”策略來操縱或欺騙公眾。Spin可能包括“掩埋”潛在的負面新信息，在長周末前的最後一天工作日結束時發布；有選擇地從雇主或反對派政治家之前的演講中挑選引語，以給人一種他們主張某種立場的印象； 關於對立的政治家或候選人對他們進行負面評價。